# Cerca de tendències
La recerca de tendències, també anomenada investigació de tendències (en anglès: coolhunting) consisteix a detectar i predir futures tendències del mercat per anticipar-se i adaptar marques, publicitat i productes. La professió es diu cercatendències o, segons la tendència endèmica al món del màrqueting de trobar l'anglès més cool, s'utilitza sovint coolhunter.
És un camp del màrqueting que serveix a orientar les companyies productores per a adaptar el seu assortiment al gust del dia. Destaca sobretot la seva aplicació a la moda. És un tema que figura al programa de moltes escoles superiors de disseny o de moda. Els cercatendències usen l'observació al carrer, a festes i trobades, fan enquestes de mercat, es mouen per les xarxes socials i fòrums i estan al dia de les diferents publicacions especialitzades per tal de diagnosticar l'estat del dia dels seus clients. Internet és el mitjà de difusió bàsic de les seves troballes, a través de blocs i pàgines especialitzades. Aquests blocs, als seu torn, incideixen en el procés de disseny, producció i comercialització de la indumentària i els complements, i esdevenen una alternativa a l'observació al carrer.
També existeixen cercadors virtuals a internet, que de manera automatitzada, assagen pronosticar els termes que es faran servir més al futur immediat. És una eina pensada per ajudar els anunciants.